# Atypus suiningensis
Espèce
Atypus suiningensis est une espèce d'araignées mygalomorphes de la famille des Atypidae.

## Distribution
Cette espèce est endémique du Hunan en Chine,.

## Description
Le mâle mesure 12,8 mm et la femelle 20,4 mm.

## Étymologie
Son nom d'espèce, composé de suining et du suffixe latin -ensis, « qui vit dans, qui habite », lui a été donné en référence au lieu de sa découverte, le xian de Suining.

## Publication originale
- Zhang, 1985 : Two new species of spiders of the genus Atypus from China (Araneae: Atypidae). Acta zootaxonomica sinica, vol. 10, p. 140-147.